# Unione Sportiva Anconitana 1926-1927
Questa pagina raccoglie i dati riguardanti l'Unione Sportiva Anconitana nelle competizioni ufficiali della stagione 1926-1927.

## Rosa
| N. |                   | Ruolo | Calciatore    |
| -- | ----------------- | ----- | ------------- |
|    | Italia (bandiera) | P     | Amsel         |
|    | Italia (bandiera) | D     | Antonio Cappa |
|    | Italia (bandiera) | D     | Chiatti       |
|    | Italia (bandiera) | A     | Dabbene       |
|    | Italia (bandiera) | C     | Durante       |
|    | Italia (bandiera) | A     | Fogliardo     |

| N. |                   | Ruolo | Calciatore      |
| -- | ----------------- | ----- | --------------- |
|    | Italia (bandiera) | D     | Mantini         |
|    | Italia (bandiera) | D     | Romolo Marinari |
|    | Italia (bandiera) | D     | Mondaini (I)    |
|    | Italia (bandiera) | D     | Rossi (III)     |
|    | Italia (bandiera) | D     | Saracini        |
|    | Italia (bandiera) | A     | Storchi         |